# Vouillon
Vouillon és un municipi francès del departament de l'Indre i la regió de Centre-Vall del Loira.